# 속풀이쇼 동치미
《속풀이쇼 동치미》는 MBN에서 2012년 11월 17일부터 매주 토요일 오후 11시에 방송 중인 예능 프로그램이다.

## 기획 의도
시청자들의 답답한 속을 동치미처럼 시원하게 풀어주겠다는 취지로 기획된 토크쇼 프로그램.

## 방송 시간
| 방송 채널 | 방송 기간                           | 방송 시간                                | 방송 분량 |
| --------- | ----------------------------------- | ---------------------------------------- | --------- |
| MBN       | 2012년 11월 17일                    | 매주 토요일 밤 11:00 ~ 일요일 새벽 12:10 | 70분      |
| MBN       | 2012년 11월 24일                    | 매주 토요일 밤 11:10 ~ 일요일 새벽 12:30 | 80분      |
| MBN       | 2012년 12월 1일 ~ 2013년 4월 20일   | 매주 토요일 밤 11:00 ~ 일요일 새벽 12:20 | 80분      |
| MBN       | 2013년 8월 10일                     | 매주 토요일 밤 11:00 ~ 일요일 새벽 12:20 | 80분      |
| MBN       | 2013년 4월 27일 ~ 2013년 6월 22일   | 매주 토요일 밤 11:00 ~ 일요일 새벽 12:30 | 90분      |
| MBN       | 2013년 7월 6일 ~ 2013년 7월 20일    | 매주 토요일 밤 11:00 ~ 일요일 새벽 12:30 | 90분      |
| MBN       | 2013년 8월 3일                      | 매주 토요일 밤 11:00 ~ 일요일 새벽 12:30 | 90분      |
| MBN       | 2013년 8월 24일                     | 매주 토요일 밤 11:00 ~ 일요일 새벽 12:30 | 90분      |
| MBN       | 2013년 9월 7일                      | 매주 토요일 밤 11:00 ~ 일요일 새벽 12:30 | 90분      |
| MBN       | 2013년 10월 5일                     | 매주 토요일 밤 11:00 ~ 일요일 새벽 12:30 | 90분      |
| MBN       | 2015년 9월 5일                      | 매주 토요일 밤 11:00 ~ 일요일 새벽 12:30 | 90분      |
| MBN       | 2013년 6월 29일                     | 매주 토요일 밤 11:00 ~ 일요일 새벽 12:40 | 100분     |
| MBN       | 2013년 7월 27일                     | 매주 토요일 밤 11:00 ~ 일요일 새벽 12:40 | 100분     |
| MBN       | 2013년 8월 17일 ~ 2013년 9월 1일    | 매주 토요일 밤 11:00 ~ 일요일 새벽 12:40 | 100분     |
| MBN       | 2013년 9월 14일 ~ 2013년 9월 29일   | 매주 토요일 밤 11:00 ~ 일요일 새벽 12:40 | 100분     |
| MBN       | 2013년 10월 12일                    | 매주 토요일 밤 11:00 ~ 일요일 새벽 12:40 | 100분     |
| MBN       | 2014년 2월 8일 ~ 2014년 5월 10일    | 매주 토요일 밤 11:00 ~ 일요일 새벽 12:40 | 100분     |
| MBN       | 2015년 1월 24일 ~ 2014년 2월 7일    | 매주 토요일 밤 11:00 ~ 일요일 새벽 12:40 | 100분     |
| MBN       | 2015년 6월 6일 ~ 2015년 6월 20일    | 매주 토요일 밤 11:00 ~ 일요일 새벽 12:40 | 100분     |
| MBN       | 2015년 8월 8일 ~ 2015년 8월 22일    | 매주 토요일 밤 11:00 ~ 일요일 새벽 12:40 | 100분     |
| MBN       | 2015년 9월 19일                     | 매주 토요일 밤 11:00 ~ 일요일 새벽 12:40 | 100분     |
| MBN       | 2016년 4월 2일                      | 매주 토요일 밤 11:00 ~ 일요일 새벽 12:40 | 100분     |
| MBN       | 2016년 11월 5일                     | 매주 토요일 밤 11:00 ~ 일요일 새벽 12:40 | 100분     |
| MBN       | 2016년 11월 26일                    | 매주 토요일 밤 11:00 ~ 일요일 새벽 12:40 | 100분     |
| MBN       | 2016년 12월 31일                    | 매주 토요일 밤 11:00 ~ 일요일 새벽 12:40 | 100분     |
| MBN       | 2017년 2월 25일 ~ 2017년 3월 4일    | 매주 토요일 밤 11:00 ~ 일요일 새벽 12:40 | 100분     |
| MBN       | 2017년 6월 3일                      | 매주 토요일 밤 11:00 ~ 일요일 새벽 12:40 | 100분     |
| MBN       | 2021년 11월 27일 ~ 2022년 1월 8일   | 매주 토요일 밤 11:00 ~ 일요일 새벽 12:40 | 100분     |
| MBN       | 2022년 1월 29일 ~ 2022년 5월 7일    | 매주 토요일 밤 11:00 ~ 일요일 새벽 12:40 | 100분     |
| MBN       | 2022년 5월 21일 ~ 2022년 7월 16일   | 매주 토요일 밤 11:00 ~ 일요일 새벽 12:40 | 100분     |
| MBN       | 2022년 7월 30일 ~ 현재              | 매주 토요일 밤 11:00 ~ 일요일 새벽 12:40 | 100분     |
| MBN       | 2013년 10월 19일 ~ 2014년 2월 1일   | 매주 토요일 밤 11:00 ~ 일요일 새벽 1:00  | 120분     |
| MBN       | 2014년 5월 17일 ~ 2014년 12월 6일   | 매주 토요일 밤 11:00 ~ 일요일 새벽 1:00  | 120분     |
| MBN       | 2015년 2월 7일                      | 매주 토요일 밤 11:00 ~ 일요일 새벽 1:00  | 120분     |
| MBN       | 2015년 2월 21일 ~ 2015년 3월 7일    | 매주 토요일 밤 11:00 ~ 일요일 새벽 1:00  | 120분     |
| MBN       | 2015년 4월 11일 ~ 2015년 4월 25일   | 매주 토요일 밤 11:00 ~ 일요일 새벽 1:00  | 120분     |
| MBN       | 2015년 5월 30일                     | 매주 토요일 밤 11:00 ~ 일요일 새벽 1:00  | 120분     |
| MBN       | 2015년 6월 27일 ~ 2015년 7월 11일   | 매주 토요일 밤 11:00 ~ 일요일 새벽 1:00  | 120분     |
| MBN       | 2015년 9월 26일                     | 매주 토요일 밤 11:00 ~ 일요일 새벽 1:00  | 120분     |
| MBN       | 2015년 10월 10일 ~ 2015년 10월 17일 | 매주 토요일 밤 11:00 ~ 일요일 새벽 1:00  | 120분     |
| MBN       | 2015년 10월 31일 ~ 2015년 11월 7일  | 매주 토요일 밤 11:00 ~ 일요일 새벽 1:00  | 120분     |
| MBN       | 2015년 11월 21일                    | 매주 토요일 밤 11:00 ~ 일요일 새벽 1:00  | 120분     |
| MBN       | 2015년 12월 5일                     | 매주 토요일 밤 11:00 ~ 일요일 새벽 1:00  | 120분     |
| MBN       | 2016년 1월 2일 ~ 2016년 1월 9일     | 매주 토요일 밤 11:00 ~ 일요일 새벽 1:00  | 120분     |
| MBN       | 2016년 2월 6일                      | 매주 토요일 밤 11:00 ~ 일요일 새벽 1:00  | 120분     |
| MBN       | 2016년 2월 20일                     | 매주 토요일 밤 11:00 ~ 일요일 새벽 1:00  | 120분     |
| MBN       | 2016년 4월 9일 ~ 2016년 5월 14일    | 매주 토요일 밤 11:00 ~ 일요일 새벽 1:00  | 120분     |
| MBN       | 2016년 6월 4일                      | 매주 토요일 밤 11:00 ~ 일요일 새벽 1:00  | 120분     |
| MBN       | 2016년 6월 25일 ~ 2016년 7월 9일    | 매주 토요일 밤 11:00 ~ 일요일 새벽 1:00  | 120분     |
| MBN       | 2016년 7월 30일 ~ 2016년 8월 6일    | 매주 토요일 밤 11:00 ~ 일요일 새벽 1:00  | 120분     |
| MBN       | 2016년 8월 20일                     | 매주 토요일 밤 11:00 ~ 일요일 새벽 1:00  | 120분     |
| MBN       | 2016년 11월 12일                    | 매주 토요일 밤 11:00 ~ 일요일 새벽 1:00  | 120분     |
| MBN       | 2016년 12월 3일                     | 매주 토요일 밤 11:00 ~ 일요일 새벽 1:00  | 120분     |
| MBN       | 2017년 1월 14일 ~ 2017년 1월 21일   | 매주 토요일 밤 11:00 ~ 일요일 새벽 1:00  | 120분     |
| MBN       | 2017년 4월 1일 ~ 2017년 4월 22일    | 매주 토요일 밤 11:00 ~ 일요일 새벽 1:00  | 120분     |
| MBN       | 2017년 5월 6일                      | 매주 토요일 밤 11:00 ~ 일요일 새벽 1:00  | 120분     |
| MBN       | 2018년 1월 6일                      | 매주 토요일 밤 11:00 ~ 일요일 새벽 1:00  | 120분     |
| MBN       | 2018년 2월 3일                      | 매주 토요일 밤 11:00 ~ 일요일 새벽 1:00  | 120분     |
| MBN       | 2018년 3월 17일                     | 매주 토요일 밤 11:00 ~ 일요일 새벽 1:00  | 120분     |
| MBN       | 2018년 3월 31일 ~ 2018년 4월 7일    | 매주 토요일 밤 11:00 ~ 일요일 새벽 1:00  | 120분     |
| MBN       | 2018년 4월 21일 ~ 2018년 6월 23일   | 매주 토요일 밤 11:00 ~ 일요일 새벽 1:00  | 120분     |
| MBN       | 2018년 7월 7일                      | 매주 토요일 밤 11:00 ~ 일요일 새벽 1:00  | 120분     |
| MBN       | 2018년 7월 21일 ~ 2018년 7월 28일   | 매주 토요일 밤 11:00 ~ 일요일 새벽 1:00  | 120분     |
| MBN       | 2018년 8월 11일 ~ 2018년 9월 1일    | 매주 토요일 밤 11:00 ~ 일요일 새벽 1:00  | 120분     |
| MBN       | 2018년 9월 15일 ~ 2018년 9월 22일   | 매주 토요일 밤 11:00 ~ 일요일 새벽 1:00  | 120분     |
| MBN       | 2018년 10월 6일                     | 매주 토요일 밤 11:00 ~ 일요일 새벽 1:00  | 120분     |
| MBN       | 2019년 1월 5일 ~ 2019년 5월 18일    | 매주 토요일 밤 11:00 ~ 일요일 새벽 1:00  | 120분     |
| MBN       | 2019년 6월 1일 ~ 2019년 7월 27일    | 매주 토요일 밤 11:00 ~ 일요일 새벽 1:00  | 120분     |
| MBN       | 2020년 6월 6일 ~ 2021년 5월 22일    | 매주 토요일 밤 11:00 ~ 일요일 새벽 1:00  | 120분     |
| MBN       | 2021년 6월 19일 ~ 2021년 8월 14일   | 매주 토요일 밤 11:00 ~ 일요일 새벽 1:00  | 120분     |
| MBN       | 2021년 11월 6일 ~ 2021년 11월 20일  | 매주 토요일 밤 11:00 ~ 일요일 새벽 1:00  | 120분     |
| MBN       | 2014년 12월 13일 ~ 2015년 1월 17일  | 매주 토요일 밤 11:00 ~ 일요일 새벽 12:50 | 110분     |
| MBN       | 2015년 2월 14일                     | 매주 토요일 밤 11:00 ~ 일요일 새벽 12:50 | 110분     |
| MBN       | 2015년 3월 14일 ~ 2015년 4월 4일    | 매주 토요일 밤 11:00 ~ 일요일 새벽 12:50 | 110분     |
| MBN       | 2015년 5월 2일 ~ 2015년 5월 16일    | 매주 토요일 밤 11:00 ~ 일요일 새벽 12:50 | 110분     |
| MBN       | 2015년 7월 26일                     | 매주 토요일 밤 11:00 ~ 일요일 새벽 12:50 | 110분     |
| MBN       | 2015년 8월 29일                     | 매주 토요일 밤 11:00 ~ 일요일 새벽 12:50 | 110분     |
| MBN       | 2015년 9월 12일                     | 매주 토요일 밤 11:00 ~ 일요일 새벽 12:50 | 110분     |
| MBN       | 2015년 10월 3일                     | 매주 토요일 밤 11:00 ~ 일요일 새벽 12:50 | 110분     |
| MBN       | 2015년 10월 24일 ~ 2015년 11월 7일  | 매주 토요일 밤 11:00 ~ 일요일 새벽 12:50 | 110분     |
| MBN       | 2015년 11월 14일                    | 매주 토요일 밤 11:00 ~ 일요일 새벽 12:50 | 110분     |
| MBN       | 2015년 11월 28일                    | 매주 토요일 밤 11:00 ~ 일요일 새벽 12:50 | 110분     |
| MBN       | 2015년 12월 12일 ~ 2015년 12월 26일 | 매주 토요일 밤 11:00 ~ 일요일 새벽 12:50 | 110분     |
| MBN       | 2016년 1월 16일 ~ 2016년 1월 30일   | 매주 토요일 밤 11:00 ~ 일요일 새벽 12:50 | 110분     |
| MBN       | 2016년 2월 13일                     | 매주 토요일 밤 11:00 ~ 일요일 새벽 12:50 | 110분     |
| MBN       | 2016년 2월 27일 ~ 2016년 3월 26일   | 매주 토요일 밤 11:00 ~ 일요일 새벽 12:50 | 110분     |
| MBN       | 2016년 5월 21일 ~ 2016년 5월 28일   | 매주 토요일 밤 11:00 ~ 일요일 새벽 12:50 | 110분     |
| MBN       | 2016년 6월 11일 ~ 2016년 6월 18일   | 매주 토요일 밤 11:00 ~ 일요일 새벽 12:50 | 110분     |
| MBN       | 2016년 8월 13일                     | 매주 토요일 밤 11:00 ~ 일요일 새벽 12:50 | 110분     |
| MBN       | 2016년 7월 9일 ~ 2016년 7월 23일    | 매주 토요일 밤 11:00 ~ 일요일 새벽 12:50 | 110분     |
| MBN       | 2016년 8월 27일 ~ 2016년 9월 10일   | 매주 토요일 밤 11:00 ~ 일요일 새벽 12:50 | 110분     |
| MBN       | 2016년 9월 24일 ~ 2016년 10월 29일  | 매주 토요일 밤 11:00 ~ 일요일 새벽 12:50 | 110분     |
| MBN       | 2016년 11월 19일 ~ 2016년 11월 26일 | 매주 토요일 밤 11:00 ~ 일요일 새벽 12:50 | 110분     |
| MBN       | 2016년 12월 10일 ~ 2016년 12월 24일 | 매주 토요일 밤 11:00 ~ 일요일 새벽 12:50 | 110분     |
| MBN       | 2017년 1월 7일                      | 매주 토요일 밤 11:00 ~ 일요일 새벽 12:50 | 110분     |
| MBN       | 2017년 1월 28일 ~ 2017년 2월 18일   | 매주 토요일 밤 11:00 ~ 일요일 새벽 12:50 | 110분     |
| MBN       | 2017년 3월 11일 ~ 2017년 3월 25일   | 매주 토요일 밤 11:00 ~ 일요일 새벽 12:50 | 110분     |
| MBN       | 2017년 4월 29일                     | 매주 토요일 밤 11:00 ~ 일요일 새벽 12:50 | 110분     |
| MBN       | 2017년 5월 13일 ~ 2017년 5월 20일   | 매주 토요일 밤 11:00 ~ 일요일 새벽 12:50 | 110분     |
| MBN       | 2017년 6월 10일 ~ 2017년 12월 30일  | 매주 토요일 밤 11:00 ~ 일요일 새벽 12:50 | 110분     |
| MBN       | 2018년 1월 13일                     | 매주 토요일 밤 11:00 ~ 일요일 새벽 12:50 | 110분     |
| MBN       | 2018년 1월 27일                     | 매주 토요일 밤 11:00 ~ 일요일 새벽 12:50 | 110분     |
| MBN       | 2018년 2월 10일 ~ 2018년 3월 10일   | 매주 토요일 밤 11:00 ~ 일요일 새벽 12:50 | 110분     |
| MBN       | 2018년 3월 24일                     | 매주 토요일 밤 11:00 ~ 일요일 새벽 12:50 | 110분     |
| MBN       | 2018년 4월 14일                     | 매주 토요일 밤 11:00 ~ 일요일 새벽 12:50 | 110분     |
| MBN       | 2018년 6월 30일                     | 매주 토요일 밤 11:00 ~ 일요일 새벽 12:50 | 110분     |
| MBN       | 2018년 7월 14일                     | 매주 토요일 밤 11:00 ~ 일요일 새벽 12:50 | 110분     |
| MBN       | 2018년 8월 4일                      | 매주 토요일 밤 11:00 ~ 일요일 새벽 12:50 | 110분     |
| MBN       | 2018년 9월 8일                      | 매주 토요일 밤 11:00 ~ 일요일 새벽 12:50 | 110분     |
| MBN       | 2018년 9월 29일                     | 매주 토요일 밤 11:00 ~ 일요일 새벽 12:50 | 110분     |
| MBN       | 2018년 10월 13일 ~ 2018년 12월 29일 | 매주 토요일 밤 11:00 ~ 일요일 새벽 12:50 | 110분     |
| MBN       | 2022년 1월 15일 ~ 2022년 1월 22일   | 매주 토요일 밤 11:00 ~ 일요일 새벽 12:50 | 110분     |
| MBN       | 2022년 5월 14일                     | 매주 토요일 밤 11:00 ~ 일요일 새벽 12:50 | 110분     |
| MBN       | 2022년 7월 23일                     | 매주 토요일 밤 11:00 ~ 일요일 새벽 12:50 | 110분     |
| MBN       | 2016년 9월 17일                     | 매주 토요일 밤 11:00 ~ 일요일 새벽 1:10  | 130분     |
| MBN       | 2017년 5월 27일                     | 매주 토요일 밤 11:00 ~ 일요일 새벽 1:10  | 130분     |
| MBN       | 2018년 1월 20일                     | 매주 토요일 밤 11:00 ~ 일요일 새벽 1:10  | 130분     |
| MBN       | 2019년 8월 3일                      | 매주 토요일 밤 10:40 ~ 일요일 새벽 12:40 | 120분     |
| MBN       | 2019년 8월 10일 ~ 2020년 1월 18일   | 매주 토요일 밤 10:50 ~ 일요일 새벽 12:50 | 120분     |
| MBN       | 2020년 2월 1일 ~ 2020년 5월 17일    | 매주 토요일 밤 10:50 ~ 일요일 새벽 12:50 | 120분     |
| MBN       | 2020년 1월 25일                     | 매주 토요일 밤 10:50 ~ 일요일 새벽 1:00  | 130분     |
| MBN       | 2020년 5월 23일 ~ 2020년 5월 30일   | 매주 토요일 밤 10:50 ~ 일요일 새벽 1:00  | 130분     |
| MBN       | 2021년 8월 21일 ~ 2021년 10월 30일  | 매주 토요일 밤 11:20 ~ 일요일 새벽 1:20  | 120분     |

## 현재 출연자[1]

### 진행자
- 김용만
- 에녹
- 이현이

### 여성 패널 (일명 '마담')
- 김영옥
- 김현숙

### 남성 패널
- 이홍렬
- 최홍림
- 김태훈

### 하차 출연진
- 최은경
- 박수홍

## 제작진
2022년 8월 13일부터
- 청각 장애인을 위한 자막 방송
- 제작지원: 방송통신위원회, 시청자미디어재단
- 제작지원: SK hynix
- 기획·제작: MBN
- 기획: 김시중
- 프로듀서: 이소진
- 편성기획: 우종상, 오경석
- OAP: 손찬호, 주재천, 최병호, 김재우
- 홍보: 김소영, 김시형, 김수영
- 광고운행: 곽지은,신소연, 최경아, 이은지, 박효주
- 홈페이지: 이민재, 박정원, 오유빈
- 내부종편: 김덕일, 변경화
- 진행: 남시연
- 기술감독: 오용근
- 영상: 허기선, 임승은, 이정환
- 오디오: 이광노, 김유리
- PA: 소리세상
- 조명감독: 이광호
- 조명: 정상원
- 카메라: 신동조, 이선영, 손태호, 이형선, 한대희, 임종국, 강화식, 이봉로, 김태용, 권태웅
- 지미집: 손성민, 강시온
- 외부카메라: 28호 주식회사
- 세트: (주)아트캐리어
- 세트디자인: 양지혜
- 타이틀: 엔터라디오
- 일러스트: 최규훈
- 종합편집: [가온] 송섭규
- 2D: 유진주, 이석호, 김미혜
- CG: 박주연, 고유미, 김현아, 허영주, 임다솔, 이본희
- 음악 효과: [벌스뮤직] 고유라, 명예지
- 헤어/메이크업: 임영선
- 외주제작: 심스토리(주)
- 외주제작총괄: 송선의
- 기획작가: 고보견
- 작가: 최지영, 정세은, 김강산, 백동옥, 유지은, 김은빈
- 조연출: 계수혜
- 연출: 이소진, 김한태, 김영주, 이후성, 고민희, 이유나

## 에피소드 목록

### 2012년
| 회차 | 방영일    | 토크(일명 '속풀이') 주제       |
| ---- | --------- | ------------------------------ |
| 1    | 11월 17일 | 바람을 핀 남편, 용서 해야 할까 |
| 2    | 11월 24일 | 부부의 사생활, 독일까? 약할까? |
| 3    | 12월 1일  | 당신은 아줌마입니까?           |
| 4    | 12월 8일  | 나는 남과 결혼했다             |
| 5    | 12월 15일 | 위기의 중년부부                |
| 6    | 12월 22일 | 무자식이 상팔자?               |
| 7    | 12월 29일 | 흔들리는 부부 경제권           |

### 2013년
| 회차 | 방영일    | 토크(일명 '속풀이') 주제        |
| ---- | --------- | ------------------------------- |
| 8    | 1월 5일   | 용서할 수 없는 배우자의 버릇    |
| 9    | 1월 12일  | 여보, 우리 이사 가야 돼?        |
| 10   | 1월 19일  | 내 아이를 부탁해                |
| 11   | 1월 26일  | 내 아내가 뿔났다                |
| 12   | 2월 2일   | 이유있는 부부의 침묵            |
| 13   | 2월 9일   | 누구를 위한 명절인가            |
| 14   | 2월 16일  | 있을 때 잘해                    |
| 15   | 2월 23일  | 선물이 무섭다                   |
| 16   | 3월 2일   | 내게 거짓말을 해봐              |
| 17   | 3월 9일   | 아빠는 투명인간                 |
| 18   | 3월 16일  | 질투의 화신                     |
| 19   | 3월 23일  | 배우자의 자격                   |
| 20   | 3월 30일  | 누구에게나 콤플렉스는 있다      |
| 21   | 4월 6일   | 봄바람이 분다                   |
| 22   | 4월 13일  | 집안일이 뭐길래                 |
| 23   | 4월 20일  | 내가 돈을 버는 이유             |
| 24   | 4월 27일  | 입맛 전쟁                       |
| 25   | 5월 4일   | 당신 엄마, 내 엄마              |
| 26   | 5월 11일  | 은퇴하면 뭐할래                 |
| 27   | 5월 18일  | 여자의 적은 여자                |
| 28   | 5월 25일  | 독이 되는 부모                  |
| 29   | 6월 1일   | 뚱뚱한게 죄인가요               |
| 30   | 6월 8일   | 내가 이혼하지 않는 이유         |
| 31   | 6월 15일  | 이별앓이                        |
| 32   | 6월 22일  | 죽기전에 살고 싶은 집           |
| 33   | 6월 29일  | 싸워야 산다                     |
| 34   | 7월 6일   | 집나가면 개고생                 |
| 35   | 7월 13일  | 내 아내는 종합병원              |
| 36   | 7월 20일  | 아물지 않는 상처                |
| 37   | 7월 27일  | 내 남자의 여자                  |
| 38   | 8월 3일   | 맨날 술이야                     |
| 39   | 8월 10일  | 한살 더 젊게 살기               |
| 40   | 8월 17일  | 얼마나 참아 되니?               |
| 41   | 8월 24일  | 돈은 힘이다                     |
| 42   | 8월 31일  | 남보다 못한 가족                |
| 43   | 9월 7일   | 그래도 품안의 자식              |
| 44   | 9월 14일  | 당신은 배우자를 믿습니까        |
| 45   | 9월 21일  | 남편은 바보다                   |
| 46   | 9월 28일  | 며느리의 조건                   |
| 47   | 10월 5일  | 암닭이 울면 집안이 흥한다       |
| 48   | 10월 12일 | 결혼해도 외롭다                 |
| 49   | 10월 19일 | 위험한 사돈                     |
| 50   | 10월 26일 | 아내의 남자                     |
| 51   | 11월 2일  | 잔소리 때문에 돌겠어!           |
| 52   | 11월 9일  | 부모님 우리가 모셔야 돼?        |
| 53   | 11월 16일 | 남편과 살기 위해 내가 버린 것들 |
| 54   | 11월 23일 | 당신을 더 이상 사랑하지 않아    |
| 55   | 11월 30일 | 부부의 이중생활                 |
| 56   | 12월 7일  | 사고 좀 그만해                  |
| 57   | 12월 14일 | 시댁돈? 친정돈?                 |
| 58   | 12월 21일 | 답답한 당신                     |
| 59   | 12월 28일 | 아내는 외톨이다                 |

### 2014년
| 회차 | 방영일    | 토크(일명 '속풀이') 주제       |
| ---- | --------- | ------------------------------ |
| 60   | 1월 4일   | 애는 혼자 키우나?              |
| 61   | 1월 11일  | 우리 언제 부자 돼?             |
| 62   | 1월 18일  | 밥이 그렇게 중요해             |
| 63   | 1월 25일  | 여보, 우리 늙고 있어!          |
| 64   | 2월 1일   | 백년손님, 백년노예             |
| 65   | 2월 8일   | 예의 없는 당신                 |
| 66   | 2월 15일  | 친정엄마처럼 살기 싫어요!      |
| 67   | 2월 22일  | 나도 이민가고 싶다             |
| 68   | 3월 1일   | 이 돈 갖고 살기 힘들어!        |
| 69   | 3월 8일   | 맏이로 산다는 것               |
| 70   | 3월 15일  | 이런 남자랑 결혼하지 마라      |
| 71   | 3월 22일  | 대한민국에서 출세하는 법       |
| 72   | 3월 29일  | 늙어서 두고 보자               |
| 73   | 4월 5일   | 칠순 잔치가 웬 말인가          |
| 74   | 4월 12일  | 우리집에 왕이 산다             |
| 75   | 4월 19일  | 요즘 애들 왜 이래?             |
| 76   | 4월 26일  | 손주가 사람 잡네               |
| 77   | 5월 3일   | 당신은 효자입니까?             |
| 78   | 5월 10일  | 착한 사람은 골병든다           |
| 79   | 5월 17일  | 나도 여자 이고 싶다            |
| 80   | 5월 24일  | 여보, 비교하지마!              |
| 81   | 5월 31일  | 피는 못 속여!                  |
| 82   | 6월 7일   | 며느리는 왕, 사위는 머슴       |
| 83   | 6월 14일  | 가족이라 미안해!               |
| 84   | 6월 21일  | 버리교 살자                    |
| 85   | 6월 28일  | 이런 집안이랑 결혼하지 마라    |
| 86   | 7월 5일   | 용돈이 사람잡네                |
| 87   | 7월 12일  | 자존심이 밥 먹여주나요?        |
| 88   | 7월 19일  | 늙어서 재미있게 사는 법        |
| 89   | 7월 26일  | 형제의 난                      |
| 90   | 8월 2일   | 달라도 너무 다른 부부          |
| 91   | 8월 9일   | 스트레스가 사람 죽인다         |
| 92   | 8월 16일  | 자식 잘 키우고 계십니까?       |
| 93   | 8월 23일  | 딴 짓 좀 그만해                |
| 94   | 8월 30일  | 빛 걱정 없이 살고 싶다         |
| 95   | 9월 6일   | 갈수록 독해지는 아내           |
| 96   | 9월 13일  | 나이 들면 후회하는 것들        |
| 97   | 9월 20일  | 어느 날 남편이 백수가 됐다     |
| 98   | 9월 27일  | 사람 때문에 사는 건 아니야     |
| 99   | 10월 4일  | 꼭 이겨야 사나                 |
| 100  | 10월 11일 | 내 나이가 어때서               |
| 101  | 10월 18일 | 여우랑 살아도 곰하고는 못 살아 |
| 102  | 10월 25일 | 한국 남편에게 없는 세가지      |
| 103  | 11월 1일  | 되는 집안은 따로 있다          |
| 104  | 11월 8일  | 내 아들이 위험하다             |
| 105  | 11월 15일 | 내 인생의 걸림돌               |
| 106  | 11월 22일 | 자나 깨나 말조심               |
| 107  | 11월 29일 | 외로운 내 남편, 위험하다       |
| 108  | 12월 6일  | 사람 속은 모른다               |
| 109  | 12월 13일 | 나도 갑으로 살고 싶다          |
| 110  | 12월 20일 | 기념일이 뭐길래                |
| 111  | 12월 27일 | 뒷바라지 내 인생               |

### 2015년
| 회차 | 방영일    | 토크(일명 '속풀이') 주제      |
| ---- | --------- | ----------------------------- |
| 112  | 1월 3일   | 복 있는 사람은 따로 왔다      |
| 113  | 1월 10일  | 예전 같지 않는 당신           |
| 114  | 1월 17일  | 사는 게 전쟁이다              |
| 115  | 1월 24일  | 이런 며느리 들이지 마라!      |
| 116  | 1월 31일  | 세상에 공짜는 없다            |
| 117  | 2월 7일   | 부자 아빠와 가난한 아빠       |
| 118  | 2월 14일  | 결혼 하지 말 걸 그랬어        |
| 119  | 2월 21일  | 나도 위로 받고 싶다           |
| 120  | 2월 28일  | 너희가 그 시절을 알아?        |
| 121  | 3월 7일   | 아끼다 똥 된다                |
| 122  | 3월 14일  | 가족이 웬수다                 |
| 123  | 3월 21일  | 엔젠간 복수할 거야            |
| 124  | 3월 28일  | 아내도 탈출하고 싶다          |
| 125  | 4월 4일   | 어쨌거나 남편은 필요하다      |
| 126  | 4월 11일  | 부러우면 지는 거다            |
| 127  | 4월 18일  | 인생은 뜻대로 되지 않는다     |
| 128  | 4월 25일  | 화가 난다 화가 나!            |
| 129  | 5월 2일   | 나 다시 돌아갈래              |
| 130  | 5월 9일   | 아내는 못 속여                |
| 131  | 5월 16일  | 부모 말 들어서 안되는 게 없다 |
| 132  | 5월 23일  | 행복이 밥 먹여 주나           |
| 133  | 5월 30일  | 말이 사람을 죽인다            |
| 134  | 6월 6일   | 품나게 살고 싶다              |
| 135  | 6월 13일  | 욕심이 부자를 만든다          |
| 136  | 6월 20일  | 100세까지 사는 게 무섭다      |
| 137  | 6월 27일  | 당신 친구가 문제야            |
| 138  | 7월 4일   | 이런 남편과 계속 살아야 할까? |
| 139  | 7월 11일  | 며느리가 무슨 봉이냐          |
| 140  | 7월 18일  | 엄마 밥 아내 밥               |
| 141  | 7월 25일  | 변해야 산다                   |
| 142  | 8월 1일   | 나도 인정 받고 싶다           |
| 143  | 8월 8일   | 어느날 중년이 되었다          |
| 144  | 8월 15일  | 당신은 누구 편이야?           |
| 145  | 8월 22일  | 당신돈 내돈                   |
| 146  | 8월 29일  | 욕먹어도 괜찮아               |
| 147  | 9월 5일   | 무슨 재미로 사냐              |
| 148  | 9월 12일  | 체면이 밥 먹여 주나           |
| 149  | 9월 19일  | 엄마도 사람이다               |
| 150  | 9월 26일  | 우리 집이 불편하다            |
| 151  | 10월 3일  | 그때 살기 참 좋았는데         |
| 152  | 10월 10일 | 인생은 팔자소관이다           |
| 153  | 10월 17일 | 말을 해야 알지                |
| 154  | 10월 24일 | 남편에게 바람이 분다          |
| 155  | 10월 31일 | 재산이 문제야                 |
| 156  | 11월 7일  | 성격이 달라도 너무 달라       |
| 157  | 11월 14일 | 나이든 게 죄인가요?           |
| 158  | 11월 21일 | 당신이 나한테 해준게 뭐야?    |
| 159  | 11월 28일 | 효도, 어떻게 해야 해?         |
| 160  | 12월 5일  | 사람이 재산이다               |
| 161  | 12월 12일 | 눈치 없는 당신                |
| 162  | 12월 19일 | 이혼할 자격 있으세요?         |
| 163  | 12월 26일 | 내가 그때 왜 그랬을까?        |

### 2016년
| 회차 | 방영일    | 토크(일명 '속풀이') 주제      | 세부 주제                                                                   |
| ---- | --------- | ----------------------------- | --------------------------------------------------------------------------- |
| 164  | 1월 2일   | 올해는 잘돼야 할 텐데         | 올 한해 운 좋게 살아갈 수 있는 방법                                         |
| 165  | 1월 9일   | 당신이 얼마나 잘났길래        | 무시받지 않고 존중받으며 살 수 있는 방법                                    |
| 166  | 1월 16일  | 사는 게 불안하다              | 불안하지 않게 살 수 있는 방법                                               |
| 167  | 1월 23일  | 가족이 제일 모른다            | 가족에 대해 어디까지 알아야 하는지                                          |
| 168  | 1월 30일  | 왜 거절을 못 하니             | 상대방이 기분 나쁘지 않게 거절할 수 있는 방법                               |
| 169  | 2월 6일   | 옆집에 누가 사십니까          | 이웃끼리 피해 주지 않고 잘 살 수 있는 방법                                  |
| 170  | 2월 13일  | 시댁은 남이다?                | 시댁과 진정한 가족이 될 수 있는 방법                                        |
| 171  | 2월 20일  | 인생은 타이밍이다             | 인생에서 오는 타이밍을 잘 잡을 수 있는 방법                                 |
| 172  | 2월 27일  | 여보, 우리 어디 살아야 해?    | 어디에 사는 게 인생에 도움이 될지                                           |
| 173  | 3월 5일   | 쓸모없는 당신                 | 가족에게 필요한 존재가 되려면 어떻게 해야 하는지                            |
| 174  | 3월 12일  | 엄마와 여자 사이              | '엄마'와 '여자' 사이에서 행복해질 수 있는 방법                              |
| 175  | 3월 19일  | 참아야 해, 말아야 해?         | 참는 사람이 손해 보지 않으려면 어떻게 해야 하는지                           |
| 176  | 3월 26일  | 애는 누가 키워?               | 끝나지 않는 육아 전쟁을 해결할 수 있는 방법                                 |
| 177  | 4월 2일   | 언제 어른 되지?               | 성숙한 어른이 되려면 어떻게 해야 하는지                                     |
| 178  | 4월 9일   | 미운 놈 떡 하나 더 준다?      | 밉지만 늘 마음에 걸리는 사람, 어떻게 대해야 하는지                          |
| 179  | 4월 16일  | 나도 바람피우고 싶다          | 헛바람 들지 않고 잘 살 수 있는 방법                                         |
| 180  | 4월 23일  | 왜 나만 나쁜 사람 만들어?     | 집안에서와 사회에서 악역은 누가 맡아야 하는지                               |
| 181  | 4월 30일  | 혼자가 살기 편하다            | 혼자만의 시간을 잘 보낼 수 있는 방법                                        |
| 182  | 5월 7일   | 가족인가 도둑인가             | 가족에게 쓴 돈이 아깝지 않으려면 어떻게 해야 하는지                         |
| 183  | 5월 14일  | 돈이 있어야 예뻐진다?         | 외모 때문에 무시당하지 않으려면 어떻게 해야 하는지                          |
| 184  | 5월 21일  | 여자가 대세다                 | 요즘 시대에 남녀가 조화를 이루며 살아가는 방법                              |
| 185  | 5월 28일  | 속은 내가 바보다              | 속아서 바보 취급당하지 않으려면 어떻게 해야 하는지                          |
| 186  | 6월 4일   | 나도 연애하고 싶다            | 배우자와 연애하듯 살 수 있는 방법                                           |
| 187  | 6월 11일  | 돈 버는 게 쉬운 줄 알아?      | 어렵게 번 돈, 현명하게 쓰는 방법                                            |
| 188  | 6월 18일  | 될 사람은 된다                | 성공한 인생의 기준은 무엇인지                                               |
| 189  | 6월 25일  | 왜 나한테 안 미안해?          | 미안하다는 표현을 제때 하려면 어떻게 해야 하는지                            |
| 190  | 7월 2일   | 처가가 봉이다?                | 처가와 시댁을 공평하게 대하기 위한 방법                                     |
| 191  | 7월 9일   | 있는 사람이 더 무섭다         | 돈 때문에 서로 마음 상하지 않으려면 어떻게 해야 하는지                      |
| 192  | 7월 16일  | 나도 사표 내고 싶다           | 내 자리를 즐겁게 지키는 방법                                                |
| 193  | 7월 23일  | 자식이 내 얼굴이다?           | 서로 자랑스러운 부모 자식 관계가 될 수 있는 방법                            |
| 194  | 7월 30일  | 나 같은 시어머니가 어딨니?    | 고부 갈등 없이 잘 살 수 있는 방법                                           |
| 195  | 8월 6일   | 당신, 그거 기억 안 나?        | 가족끼리 상처를 주지 않고 좋은 기억을 남기려면 어떻게 해야 하는지           |
| 196  | 8월 13일  | 취미가 밥 먹여 주나           | 즐거운 여가를 보내기 위해 부부는 어떻게 해야 하는지                         |
| 197  | 8월 20일  | 오늘도 이혼하고 싶다          | 결혼 후에도 행복하게 살 수 있는 방법                                        |
| 198  | 8월 27일  | 나도 집밥 먹고 싶다           | 모두가 행복하게 밥 챙겨 먹을 수 있는 방법                                   |
| 199  | 9월 3일   | 당신이랑 참 안 맞아           | 서로 잘 맞춰 가며 사는 방법                                                 |
| 200  | 9월 10일  | 우린 오래된 부부다            | 부부가 오래도록 행복할 수 있는 비결                                         |
| 201  | 9월 17일  | 왜 우리는 만나면 싸울까?      | 가족 간의 다툼 없이 화목하게 지내려면 어떻게 해야 하는지                    |
| 202  | 9월 24일  | 당신, 요즘 이상해졌어         | 가정의 위기, 갱년기를 잘 극복할 수 있는 방법                                |
| 203  | 10월 1일  | 음메 기죽어, 음메 기 살아     | 인생을 살면서 기에 죽고 기에 살지 않으려면 어떻게 해야 하는지               |
| 204  | 10월 8일  | 당신 잔소리 듣기 싫어         | 누군가에게 듣기 싫은 쓴소리보다 듣기 좋은 칭찬만 하는 것이 과연 좋은 것인지 |
| 205  | 10월 15일 | 나도 금수저이고 싶다          | 주어진 환경과 상관없이 내 인생을 스스로 개척할 수 있는 방법                 |
| 206  | 10월 22일 | 내 뜻대로 되는 게 하나도 없어 | 내가 뜻한 대로 행복하게 살 수 있는 방법                                     |
| 207  | 10월 29일 | 여보, 제발 좀 버려!           | 지혜롭게 버리고 행복해지는 방법                                             |
| 208  | 11월 5일  | 세월이 야속해                 | 나이를 먹어서도 인생을 즐기는 방법                                          |
| 209  | 11월 12일 | 당신 속을 모르겠어            | 속 터놓고 마음 편히 살 수 있는 방법                                         |
| 210  | 11월 19일 | 나도 아내가 있었으면 좋겠다   | 가정에서 행복한 아내가 되려면 어떻게 해야 하는지                            |
| 211  | 11월 26일 | 왜 나만 손해 봐야 해?         | 손해 본다고 생각하지 않고 행복하게 살 수 있는 방법                          |
| 212  | 12월 3일  | 성공이 대수냐?                | 성공은 빠를 수록 좋은 것인지 느릴 수록 좋은 것인지                          |
| 213  | 12월 10일 | 위로가 필요해                 | 우리, 누구한테 위로받아야 할지                                              |
| 214  | 12월 17일 | 내 돈 다 어디 갔어?           | 돈 걱정 없이 살 수 있는 방법은 없을지                                       |
| 215  | 12월 24일 | 인생은 어차피 혼자다          | 혼자서도 잘 살 수 있는 방법                                                 |
| 216  | 12월 31일 | 새해엔 잘 살 수 있을까?       | 밝은 새해를 맞이하기 위해 꼭 해야 할 일과 바랄 것                           |

### 2017년
| 회차 | 방영일    | 토크(일명 '속풀이') 주제       | 세부 주제 |
| ---- | --------- | ------------------------------ | --- |
| 217  | 1월 7일   | 내 마음 좀 알아주면 안 돼?     | 말하지 않아도 서로의 마음을 헤아릴 수 있는 방법 |
| 218  | 1월 14일  | 척하고 살지 맙시다             | 척하지 않고 솔직하게 살려면 어떻게 해야 하는지 |
| 219  | 1월 21일  | 당신, 나한테 안 고마워?        | 가족을 위한 헌신이 당연하게 여겨져 '고맙다'는 말을 듣지 못하는 나, 나를 위해 사는 것과 가족을 위해 사는 것 중 무엇이 더 행복한지                                            |
| 220  | 1월 28일  | 명절이 무서워                  | 모두가 즐거운 명절을 보내는 방법 |
| 221  | 2월 4일   | 우리 잠시 떨어져 살자          | 행복을 위한 부부 사이의 적당한 거리는 얼마만큼인지 |
| 222  | 2월 11일  | 성격대로 살고 싶다             | 성격대로 문제없이 살려면 어떻게 해야 하는지 |
| 223  | 2월 18일  | 당신이 어떻게 나를 배신해?     | 믿었던 사람에게 배신당했을 때, 참는 것이 옳을지, 속 시원히 앙갚음을 하는 것이 옳을지                                                                                        |
| 224  | 2월 25일  | 습관이 사람 잡네               | 나와 내 주변 사람들이 가진, 일을 그릇되게 만드는 습관과 성공하는 사람들이 가진 특별한 습관                                                                                  |
| 225  | 3월 4일   | 엄마도 처음이다                | 처음인 엄마, 처음인 아빠, 처음인 시어머니와 며느리 사이 등 '처음'이기에 고달픈 모든 시작, 처음의 시행착오를 겪지 않으려면 어떻게 해야 하는지                                |
| 226  | 3월 11일  | 당신 때문에 화가 나!           | 화를 지혜롭게 푸는 방법 |
| 227  | 3월 18일  | 왜 만족을 못 해?               | 서로에게 부담을 주지 않고 적당히 만족하며 사는 방법 |
| 228  | 3월 25일  | 내 편은 하나도 없다            | 편을 가르지 않고 행복하게 살 수 있는 방법 |
| 229  | 4월 1일   | 여보, 우리 왜 자꾸 싸우지?     | 싸운 뒤 화해의 타이밍을 잘못 잡아 악화되는 부부 사이, 부부 싸움을 끝내는 지혜로운 화해의 방법은 무엇일지                                                                    |
| 230  | 4월 8일   | 내가 이렇게 살 사람이 아닌데   | 한때 잘나갔던 내 인생, 그리고 그때와 비교하면 한없이 작아지는 지금 내 모습, 지금이라도 내가 꿈꾸는 나로 살아갈 수 있는 방법                                                 |
| 231  | 4월 15일  | 자식 결혼시키기 참 힘들다      | 자식을 잘 결혼시키기 위해 준비해야 할 것 |
| 232  | 4월 22일  | 당신, 주제 파악 좀 해          | 자신을 과대평가하지 말고 있는 그대로 살아가기 위한 방법 |
| 233  | 4월 29일  | 돈이 웬수다                    | 모아지지 않는 돈, 새 나가는 돈, 알차고 똑똑하게 돈을 모으는 방법 |
| 234  | 5월 6일   | 나는 자식이랑 안 살란다        | 부모와 자식이 따로, 또 같이 잘 살 수 있는 방법 |
| 235  | 5월 13일  | 걱정도 팔자다                  | 평생 내 곁을 떠나지 않는 결정, 인생의 독인지 득인지 |
| 236  | 5월 20일  | 당신 집안 왜 그래?             | 부부가 집안의 평화를 유지하려면 어떻게 해야 하는지 |
| 237  | 5월 27일  | 자식이 뭐길래                  | 부모와 자식이 서로를 지혜롭게 사랑하는 방법 |
| 238  | 6월 3일   | 정이 무섭다                    | 정 때문에 울지 않고 행복하게 살 수 있는 방법 |
| 239  | 6월 10일  | 고집 좀 그만 부려!             | 인생, 고집부리다 꼬이지 않으려면 어떻게 해야 하는지 |
| 240  | 6월 17일  | 잘해줘 봤자 소용없다           | 잘해주고도 상처받지 않는 방법 |
| 241  | 6월 24일  | 너만 아프냐?                   | 몸 고생, 마음고생 안 하고 인생을 건강하게 즐길 방법 |
| 242  | 7월 1일   | 입만 열면 거짓말               | 눈덩이와도 같아서 굴릴수록 문제를 키운다는 '거짓말', 거짓말하지 않고 행복하게 살 수는 없을지                                                                                |
| 243  | 7월 8일   | 당신 때문에 살찌는 거야!       | 건강하게 몸매 관리하는 방법 |
| 244  | 7월 15일  | 노는 것도 눈치 봐야 해?        | 제대로 일하고 제대로 노는 방법 |
| 245  | 7월 22일  | 당신과 살면서 내가 포기한 것들 | 결혼 생활을 하다 보면 산더미처럼 생기는 포기할 것들, 하지만 포기해야 행복해질 수 있는 것도 있다면, 인생에서 포기해야 할 것과 포기하지 말아야 할 것은 무엇인지               |
| 246  | 7월 29일  | 이게 집구석이야?               | 회사에서 시달려 집에서만큼은 편했으면 한다는 남편, 집에서 모든 가족이 자신만 찾아 고통스러운 아내, 집이 가족의 따뜻한 안식처가 되려면 어떻게 해야 하는지                    |
| 247  | 8월 5일   | 아는 사람이 더 무섭다          | 아는 사람에게 배신당하지 않으려면 어떻게 해야 하는지 |
| 248  | 8월 12일  | 별걸 다 기억해!                | 우리 인생에서 꼭 필요한 것은 기억인지 망각인지 |
| 249  | 8월 19일  | 여보, 제발 그런 것 좀 믿지 마! | 우리가 우리 인생을 편안하게 살려면 무엇을 믿어야 할지 |
| 250  | 8월 26일  | 여자 말 들으면 손해 안 본다    | 아내(엄마)의 말을 듣고 행하는 것이 성공의 지름길이라는데, 정말 그것이 득이 되는 것인지                                                                                      |
| 251  | 9월 2일   | 당신, 착각하지 마!             | 부부 간의 착각, 자식은 언제나 내 품 안에 있을 것이란 착각, 부모님은 언제나 함께 계실 것이란 착각, 착각의 늪에서 벗어나려면 어떻게 해야 하는지                               |
| 252  | 9월 9일   | 여보, 쉬엄쉬엄 살자            | 앞만 보고 쉴 새 없이 달려온 인생, 하지만 휴식 없는 삶은 브레이크 없는 자동차와도 같다는데, 인생에서 쉼표를 찍어야 할 타이밍은 언제인지                                      |
| 253  | 9월 16일  | 내 남자가 불쌍하다             | 눈 코 뜰 새 없이 일하는 내 남편, 나이 들어 어깨가 작아지신 우리 아버지, '내 남자'가 안타까워 보이는 이유                                                                    |
| 254  | 9월 23일  | 모르는 게 약이다               | 아는 것이 힘인 시대, 그러나 세상에는 모르기 때문에 행복한 일도 많다는데, 진실을 알고도 상처받지 않는 방법                                                                   |
| 255  | 9월 30일  | 당신, 왜 이렇게 성질이 급해?   | 시간이 곧 금인 LTE 세상, 그러나 뭐든 서두르다 보면 일을 그르칠 수도 있다는데, 인생을 사는 데 필요한 속도는 어느 정도인지                                                    |
| 256  | 10월 7일  | 며느리가 상전이다?             | 모진 시집살이는 다 겪고 아들과 며느리에게 대접도 못 받는다는 요즘 시어머니, 시어머니와 며느리가 진정한 가족이 되려면 어떻게 하면 좋을지                                     |
| 257  | 10월 14일 | 오지랖도 병이다                | 인생은 상부상조, 서로 돕고 사는 세상이라지만, 괜한 오지랖은 타인을 불편하게 할 뿐이라는데, 관심이 '오지랖'으로 변질되지 않게 하려면 어떻게 하면 좋을지                      |
| 258  | 10월 21일 | 나도 다른 사람이랑 살고 싶다   | 남편이 아닌 다른 남자와 살았다면 인생이 달라졌을 거란 아내, 먹고살 만해지니 다른 여자가 눈에 보인다는 남편, 모든 생각을 거두고 부부가 다시 설렘을 찾을 방법                 |
| 259  | 10월 28일 | 혼자 살아도 괜찮아             | 홀로 왔다가 홀로 가는 인생사, 결혼해서 힘들게 사느니 화려한 싱글이 좋다는데, 혼자서 완벽한 인생을 누리려면 어떻게 해야 하는지                                               |
| 260  | 11월 4일  | 집 걱정 없이 살고 싶다         | 가족의 행복한 보금자리인 집, 하지만 집 없는 설움이 큰 거라는 부모와 집을 꼭 사지 않아도 된다는 자식 간의 충돌, 평생의 고민인 집 걱정에서 벗어날 방법                        |
| 261  | 11월 11일 | 여보, 나잇값 좀 해!            | 어른인 줄 알고 결혼했더니 남편이 아들이 되어 버렸다는 아내, 나이에 맞지 않게(젊게) 살아가려는 아내가 이해되지 않는다는 남편, 제대로 나잇값을 하며 살려면 어떻게 해야 하는지 |
| 262  | 11월 18일 | 장수가 복이냐?                 | 120세 시대가 코앞에 닥친 지금, 이제는 오래 사는 게 두렵다는데, 장수가 축복이 될 수 있도록 하는 방법                                                                         |
| 263  | 11월 25일 | 당신 말투가 문제야             | 모든 인간관계는 말투에서 시작되고, 사소한 말투의 어긋남 한 번이 모든 것을 물거품으로 만들기도 한다는데, 말에 진심을 담을 방법                                               |
| 264  | 12월 2일  | 여보, 솔직한 게 죄야?          | 해당 없음 |
| 265  | 12월 9일  | 당신, 모임 좀 그만 나가!       | 해당 없음 |
| 266  | 12월 16일 | 내가 없어 봐야 정신 차리지!    | 해당 없음 |
| 267  | 12월 23일 | 여보, 무슨 낙으로 살아?        | 해당 없음 |
| 268  | 12월 30일 | 왕년이여 돌아와라              | 해당 없음 |

### 2018년
| 회차 | 방영일    | 토크(일명 '속풀이') 주제           |
| ---- | --------- | ---------------------------------- |
| 269  | 1월 6일   | 올해는 내 인생이 변할 수 있을까?   |
| 270  | 1월 13일  | 고생 끝에 병이 온다                |
| 271  | 1월 20일  | 사위도 자식이다?                   |
| 272  | 1월 27일  | 나한테 신경 좀 쓰지 마!            |
| 273  | 2월 3일   | 집안에 상전은 따로 있다            |
| 274  | 2월 10일  | 가족 없이 혼자 살고 싶다           |
| 275  | 2월 17일  | 여보, 나 무시하지 마!              |
| 276  | 2월 24일  | 돈이 줄줄 새는구나                 |
| 277  | 3월 3일   | 인맥 없이는 못 살아                |
| 278  | 3월 10일  | 우리 늙으면 뭐 먹고 살지?          |
| 279  | 3월 17일  | 당신은 입이 방정이야!              |
| 280  | 3월 23일  | 여보, 그렇게 공짜가 좋아?          |
| 281  | 3월 31일  | 결혼이 내 인생을 바꿨다            |
| 282  | 4월 7일   | 남의 떡이 커 보인다?               |
| 283  | 4월 14일  | 여보, 당신이 지은 죄를 생각해 봐!  |
| 284  | 4월 21일  | 사람 일은 모른다                   |
| 285  | 4월 28일  | 아내 덕에 산다                     |
| 286  | 5월 5일   | 당신 집안은 왜 이렇게 행사가 많아? |
| 287  | 5월 12일  | 부부도 어차피 남이다               |
| 288  | 5월 19일  | 거절 못 하는 것도 병이다           |
| 289  | 5월 26일  | 언제까지 며느리로 살아야 해?       |
| 290  | 6월 2일   | 이혼은 아무나 하는 줄 알아?        |
| 291  | 6월 9일   | 당신, 아는 척 좀 그만해!           |
| 292  | 6월 16일  | 참는 자에게 복이 있다?             |
| 293  | 6월 23일  | 남자는 여자 하기 나름이다?         |
| 294  | 6월 30일  | 가족보다 친구가 낫다               |
| 295  | 7월 7일   | 밥 좀 그만하고 싶다                |
| 296  | 7월 14일  | 남편은 남의 편이다                 |
| 297  | 7월 21일  | 나이 먹는 게 서럽다                |
| 298  | 7월 28일  | 당신 때문에 팔자가 바뀌었어        |
| 299  | 8월 4일   | 휴가도 시댁이랑 가야 해?           |
| 300  | 8월 11일  | 엄마 때문에 못 살겠어              |
| 301  | 8월 18일  | 결혼은 여자만 손해다               |
| 302  | 8월 25일  | 당신은 욱하는 성질이 문제야!       |
| 303  | 9월 1일   | 여보, 그렇게 칭찬이 어려워?        |
| 304  | 9월 8일   | 당신, 돈 좀 그만 써!               |
| 305  | 9월 15일  | 결혼에 국적이 대수냐?              |
| 306  | 9월 22일  | 나도 명절에 쉬고 싶다              |
| 307  | 9월 29일  | 바람피우는 것도 능력이라고?        |
| 308  | 10월 6일  | 내가 착하니까 우습지?              |
| 309  | 10월 13일 | 결혼에 나이가 대수냐?              |
| 310  | 10월 20일 | 당신, 엄살 좀 그만 부려!           |
| 311  | 10월 27일 | 남한테 하는 거 나한테 반만 해봐!   |
| 312  | 11월 3일  | 아들이 뭐길래                      |
| 313  | 11월 10일 | 이런 사돈은 절대 만나지 마라!      |
| 314  | 11월 17일 | 우리 따로 살까?                    |
| 315  | 11월 24일 | 남자는 철들면 죽는다               |
| 316  | 12월 1일  | 우리 집에 꼰대가 산다              |
| 317  | 12월 8일  | 당신 또 깜빡했어?                  |
| 318  | 12월 15일 | 어디 하나 안 아픈 데가 없다        |
| 319  | 12월 22일 | 나도 혼자 행복하게 살고 싶다       |
| 320  | 12월 29일 | 올해도 뒷바라지만 하다 끝났다      |

### 2019년
| 회차 | 방영일    | 토크(일명 '속풀이') 주제             |
| ---- | --------- | ------------------------------------ |
| 321  | 1월 5일   | 내가 그렇게 만만해?                  |
| 322  | 1월 12일  | 나도 돈벼락 맞고 싶다                |
| 323  | 1월 19일  | 학벌이 밥 먹여주나                   |
| 324  | 1월 26일  | 당신 때문에 내 인생이 꼬였어!        |
| 325  | 2월 2일   | 당신이 그렇게 잘났어?                |
| 326  | 2월 9일   | 여보 나한테 반말하지 마!             |
| 327  | 2월 16일  | 당신, 내 휴대전화 봤어?              |
| 328  | 2월 23일  | 우리 언제 이렇게 나이 먹었지?        |
| 329  | 3월 2일   | 여보, 왜 내 집은 없어?               |
| 330  | 3월 9일   | 나도 재혼을 꿈꾼다                   |
| 331  | 3월 16일  | 시댁에 손주 맡기지 마라              |
| 332  | 3월 23일  | 당신이랑 사는 게 지긋지긋해          |
| 333  | 3월 30일  | 왜 나만 돈 벌어?                     |
| 334  | 4월 6일   | 너는 시댁이 편하니?                  |
| 335  | 4월 13일  | 우리가 부부야? 남이야?               |
| 336  | 4월 20일  | 참으면 병이 온다                     |
| 337  | 4월 27일  | 형제는 남이다                        |
| 338  | 5월 4일   | 효도하는 게 죄야?                    |
| 339  | 5월 11일  | 며느리도 자식이다?                   |
| 340  | 5월 18일  | 내 인생은 트로트                     |
| 341  | 5월 25일  | 늦바람이 무섭다                      |
| 342  | 6월 1일   | 나는 오늘도 이혼을 꿈꾼다            |
| 343  | 6월 8일   | 당신은 잔소리밖에 할 말이 없어?      |
| 344  | 6월 15일  | 나는 속아서 결혼했다                 |
| 345  | 6월 22일  | 우리 집 며느리는 외계인이다?         |
| 346  | 6월 29일  | 바람에는 이유가 없다?                |
| 347  | 7월 6일   | 늙는 게 억울하다                     |
| 348  | 7월 13일  | 잘되면 남편 덕, 안되면 아내 탓?      |
| 349  | 7월 20일  | 며늘아, 전화하는 게 그렇게 힘드니?   |
| 350  | 7월 27일  | 첫정이 무섭다                        |
| 351  | 8월 3일   | 휴가도 내 맘대로 못 가니?            |
| 352  | 8월 10일  | 당신 못된 버릇 좀 고쳐!              |
| 353  | 8월 17일  | 하필이면 이런 시댁을 만나다니        |
| 354  | 8월 24일  | 내가 밥 차리는 기계니?               |
| 355  | 8월 31일  | 엄마, 나 꼭 결혼해야 해?             |
| 356  | 9월 7일   | 당신만 내 마음을 몰라!               |
| 357  | 9월 14일  | 나도 고향에 가고 싶다                |
| 358  | 9월 21일  | 당신은 손이 없어, 발이 없어?         |
| 359  | 9월 28일  | 자리가 사람을 만든다                 |
| 360  | 10월 5일  | 눈칫밥 좀 그만 먹고 싶다             |
| 361  | 10월 12일 | 나 다시 결혼할 수 있을까?            |
| 362  | 10월 19일 | 사랑받는 아내는 따로 있다            |
| 363  | 10월 26일 | 결혼한 사람이 더 외롭다              |
| 364  | 11월 2일  | 여보, 내 체면 좀 살려줘!             |
| 365  | 11월 9일  | 가족이 상전이다                      |
| 366  | 11월 16일 | 당신은 왜 그렇게 입이 가벼워?        |
| 367  | 11월 23일 | 하필이면 이런 남편을 만나다니        |
| 368  | 11월 30일 | 당신이 아파봐야 정신 차리지          |
| 369  | 12월 7일  | 당신 여자 친구들이 문제야!           |
| 370  | 12월 14일 | 내 인생에서 남편을 빼고 싶다         |
| 371  | 12월 21일 | 언제까지 엄마로 살아야 해?           |
| 372  | 12월 28일 | 2020년에는 내 인생을 바꿀 수 있을까? |

### 2020년
| 회차 | 방영일    | 토크(일명 '속풀이') 주제                  |
| ---- | --------- | ----------------------------------------- |
| 373  | 1월 4일   | 여보! 올해는 시댁 좀 그만 가자!           |
| 374  | 1월 11일  | 당신이 벌어오는 돈으로 더 이상은 못 살아! |
| 375  | 1월 18일  | 당신이랑 말도 섞기 싫어!                  |
| 376  | 1월 25일  | 엄마라고 꿈이 없는 줄 알아?               |
| 377  | 2월 1일   | 혼내는 시어머니, 말리는 시누이            |
| 378  | 2월 8일   | <스포츠 스타 특집> 고생 끝에 낙이 온다    |
| 379  | 2월 15일  | 여보! 나도 이혼하고 싶을 때가 있어!       |
| 380  | 2월 22일  | 여보! 끼리끼리 좀 놀지 마!                |
| 381  | 2월 29일  | 시댁에 잘하면 호구 된다?                  |
| 382  | 3월 7일   | 긴 병에 장사 없다                         |
| 383  | 3월 14일  | 남편에게 여자가 생겼다                    |
| 384  | 3월 21일  | 어머님! 제 자식 좀 키워주세요             |
| 385  | 3월 28일  | 당신이랑 부부싸움 하는 것도 지겨워!       |
| 386  | 4월 4일   | 요즘, 참 힘들다                           |
| 387  | 4월 11일  | 요즘 시어머니로 살기 참 힘들다            |
| 388  | 4월 18일  | 질투가 사람 잡네                          |
| 389  | 4월 25일  | 불안하면 지는 거다                        |
| 390  | 5월 2일   | 가족끼리 기대 좀 하지 맙시다              |
| 391  | 5월 9일   | 가까이하기엔 너무 먼 가족                 |
| 392  | 5월 16일  | 며늘아, 네가 나를 가르치려 드니?          |
| 393  | 5월 23일  | 이혼해도 끝이 아니다                      |
| 394  | 5월 30일  | 나는 완벽한 남편과 살고 있다              |
| 395  | 6월 6일   | 우리 집에 바람난 며느리가 있다            |
| 396  | 6월 13일  | 낳는 사람, 따로! 키우는 사람 따로!        |
| 397  | 6월 20일  | 사위가 봉이다?                            |
| 398  | 6월 27일  | 아내가 나를 무시합니다                    |
| 399  | 7월 4일   | 남보다 못한 남편                          |
| 400  | 7월 11일  | 가족 먹여 살리기 참 힘들다                |
| 401  | 7월 18일  | 당신이 갱년기를 알아?                     |
| 402  | 7월 25일  | 남편은 상전! 아내는 무수리?               |
| 403  | 8월 1일   | 여보! 늙어서 잘해봐야 소용없어            |
| 404  | 8월 8일   | 내가 이런 사위를 만날 줄이야              |
| 405  | 8월 15일  | 여보! 도대체 어디로 이사 가야 해          |
| 406  | 8월 22일  | 나이 먹고 당신이 하란 대로 해야 해?       |
| 407  | 8월 29일  | 당신, 그렇게 구질구질하게 살지마!         |
| 408  | 9월 5일   | 사돈! 우리 친하게 지내지 마요!            |
| 409  | 9월 12일  | 당신, 그 못된 고집 좀 꺾어!               |
| 410  | 9월 19일  | 아들 잘 키워봤자 며느리만 덕 본다         |
| 411  | 9월 26일  | 남편이 없어야 행복하다?                   |
| 412  | 10월 3일  | 보이스 트롯 특집 - 고향이 그립다          |
| 413  | 10월 10일 | 자식은 오면 반갑고 가면 더 반갑다         |
| 414  | 10월 17일 | 남편이 아줌마가 되었다                    |
| 415  | 10월 24일 | 남한테 잘하지 말고 나한테 잘해!           |
| 416  | 10월 31일 | 내 딸을 사돈에게 뺐겼다                   |
| 417  | 11월 7일  | 당신, 나가서 돈 좀 벌어와!                |
| 418  | 11월 14일 | 미운 자식, 예쁜 자식                      |
| 419  | 11월 21일 | 뛰는 시어머니 위에 나는 며느리?           |
| 420  | 11월 28일 | 당신은 나에 대해 아는 게 뭐 있어?         |
| 421  | 12월 5일  | 이 집 며느리로 살기 참 힘들다             |
| 422  | 12월 12일 | 여보! 우리는 나이 들수록 더 안 맞아!      |
| 423  | 12월 19일 | 남자는 여자를 귀찮게 해!                  |
| 424  | 12월 26일 | 동서가 시누이보다 맵다?                   |

### 2021년
| 회차 | 방영일    | 토크(일명 '속풀이') 주제                   |
| ---- | --------- | ------------------------------------------ |
| 425  | 1월 2일   | 어머님! 그렇게 아들이 예쁘세요?            |
| 426  | 1월 9일   | 이혼보다 재혼이 더 힘들다?                 |
| 427  | 1월 16일  | 자네, 내 딸 좀 고생시키지 마!              |
| 428  | 1월 23일  | 여보! 바람 피울거면 차라리 이혼하자        |
| 429  | 1월 30일  | 이제는 당신한테 맞춰 살기 싫어             |
| 430  | 2월 6일   | 당신 그렇게 살다가 죽게!                   |
| 431  | 2월 13일  | 시어머니 적은 며느리다                     |
| 432  | 2월 20일  | 우리집에 내 편은 없다                      |
| 433  | 2월 27일  | 며느님 모시기 살기 힘들다                  |
| 434  | 3월 6일   | 당신 오지랖 때문에 속 터져!                |
| 435  | 3월 13일  | 우린 별거가 답이야!                        |
| 436  | 3월 20일  | 사돈! 내 자식 고생시키지 마요!             |
| 437  | 3월 27일  | 며늘아, 우리 아들 만나서 행복한 줄 알아라! |
| 438  | 4월 3일   | 며늘아! 너랑 다신 여행 안 갈란다           |
| 439  | 4월 10일  | 가족끼리 내 돈 네 돈이 어딨어?             |
| 440  | 4월 17일  | 여보! 재혼이 쉬운 줄 알아?                 |
| 441  | 4월 24일  | 시부모님 앞에서 부부싸움 할래?             |
| 442  | 5월 1일   | 어머님! 저는 투명 인간이 아니에요!         |
| 443  | 5월 8일   | 여보! 나도 위로 받을 곳이 필요해           |
| 444  | 5월 15일  | 며늘아! 너는 내가 만만하게 보이니?         |
| 445  | 5월 22일  | 여보! 시부모님 효도는 당신이 해!           |
| 446  | 5월 29일  | 며늘아! 나 같은 시어머니 없다!             |
| 447  | 6월 5일   | 여보! 은퇴가 무슨 벼슬인 줄 알아?          |
| 448  | 6월 12일  | 며늘아! 네가 감히 내 살림에 간섭해?        |
| 449  | 6월 19일  | 여보! 궁상떨며 살지 좀 말자!               |
| 450  | 6월 26일  | 여보! 네가 손주까지 봐야 해?               |
| 451  | 7월 3일   | 돈이 있어야 자식한테 대우받는다            |
| 452  | 7월 10일  | 어머님! 저 시키지 말고 아들 시키세요       |
| 453  | 7월 17일  | 어머님! 저도 제 인생이 있어요!             |
| 454  | 7월 24일  | 며늘아! 각자 알아서 좀 살자!               |
| 455  | 7월 31일  | 당신이랑 두 번은 결혼 안 해!               |
| 456  | 8월 7일   | 당신, 아직도 정신 못 차렸어?               |
| 457  | 8월 14일  | [백수남편특집] 돈 버는 아내 덕에 산다      |
| 458  | 8월 21일  | 늙어서까지 당신한테 맞춰 살아야 해?        |
| 459  | 8월 28일  | 당신, 나 몰래 비상금 숨겨놨어?             |
| 460  | 9월 4일   | 당신! 내 약점만은 건드리지 마!             |
| 461  | 9월 11일  | 사돈! 할 말이 있고, 안 할 말이 있어요!     |
| 462  | 9월 18일  | 어머님! 제가 그렇게 못 미더우세요?         |
| 463  | 9월 25일  | 당신이랑 다신 여행 안 갈 거야!             |
| 464  | 10월 2일  | 당신 나 때문에 잘된 줄 알아!               |
| 465  | 10월 9일  | 가족에게서 벗어나고 싶다                   |
| 466  | 10월 16일 | 당신, 친구 앞에서 큰소리 좀 치지 마!       |
| 467  | 10월 23일 | 며늘아! 홀시어머니 뒷바라지하기 힘들지?    |
| 468  | 10월 30일 | 나는 자식보다 더 철없는 남편과 살고 있다   |
| 469  | 11월 6일  | 집 나가면 개고생이다?                      |
| 470  | 11월 13일 | 재혼은 아무나 하는 게 아니다?              |
| 471  | 11월 20일 | 여보! 우린 붙어있으면 싸우기만 해          |
| 472  | 11월 27일 | 나는 조선 시대 어머님과 살고 있다?         |
| 473  | 12월 4일  | 나이 들어도 청춘이다                       |
| 474  | 12월 11일 | 내가 늙는 건 당신 때문이야!                |
| 475  | 12월 18일 | 여보, 우리 이제 그만 낳읍시다              |
| 476  | 12월 25일 | 친구가 밥 먹여주나?                        |

### 2022년
| 회차 | 방영일    | 토크(일명 '속풀이') 주제                |
| ---- | --------- | --------------------------------------- |
| 477  | 1월 1일   | 올해는 나도 성공하고 싶다!              |
| 478  | 1월 8일   | 왜 혼자 사세요?                         |
| 479  | 1월 15일  | 자식 덕분에 산다                        |
| 480  | 1월 22일  | 돈 걱정하는 사람이 가장이다             |
| 481  | 1월 29일  | 나는 이상한 사돈을 만났다               |
| 482  | 2월 5일   | 같이 있으면 괴롭고 혼자 있으면 외롭다   |
| 483  | 2월 12일  | 나 죽다가 살아났다                      |
| 484  | 2월 19일  | 우리 다시 좋아질 수 있을까?             |
| 485  | 2월 26일  | 나 이러려고 결혼했나?                   |
| 486  | 3월 5일   | 내가 제일 잘 나가!                      |
| 487  | 3월 12일  | 내 인생에도 봄날이 올까?                |
| 488  | 3월 19일  | 하나뿐인 내 편                          |
| 489  | 3월 26일  | 여보, 나 그렇게 무서운 사람 아니야      |
| 490  | 4월 2일   | 혼자사는게 죄는 아니잖아요!             |
| 491  | 4월 9일   | 엄마는 재혼하지마!                      |
| 492  | 4월 16일  | 여보, 혼인신고 꼭 해야해?               |
| 493  | 4월 23일  | 당신! 내가 벌어오는 돈이 별거야?        |
| 494  | 4월 30일  | 일 없는 남자로 살기 힘들다              |
| 495  | 5월 7일   | 당신, 나 말고 딴 여자 있어?             |
| 496  | 5월 14일  | 집에 들어가기 숨막힌다                  |
| 497  | 5월 21일  | 나는 어머님의 남자와 결혼했다           |
| 498  | 5월 28일  | 바람피워놓고 용서해달라고?              |
| 499  | 6월 4일   | 내 인생 꼬인건 당신 탓이야              |
| 500  | 6월 11일  | 세월이 약이 아니더라                    |
| 501  | 6월 18일  | 당신, 제발 그 입 좀 다물어!             |
| 502  | 6월 25일  | 나는 사기 결혼 당했다?                  |
| 503  | 7월 2일   | 맏며느리 노릇하기 참 힘들다             |
| 504  | 7월 9일   | 엄마! 도대체 아빠랑 왜 살아?            |
| 505  | 7월 16일  | 세상에 죽으란 법은 없다                 |
| 506  | 7월 23일  | 부부싸움, 어디까지 해봤니?              |
| 507  | 7월 30일  | 이제 내가 여자로 안 보여?               |
| 508  | 8월 6일   | 내가 시댁이랑 결혼했니?                 |
| 509  | 8월 13일  | 진작에 이혼할걸 그랬어                  |
| 510  | 8월 20일  | 당신이 아직도 잘 나가는 줄 알아?        |
| 511  | 8월 27일  | 혼자 벌어서는 감당이 안 돼!             |
| 512  | 9월 3일   | 어머님, 요즘 효도도 셀프인 거 모르세요? |
| 513  | 9월 10일  | 여보, 올해 고향은 혼자 내려가           |
| 514  | 9월 17일  | 시집살이보다 시누살이가 더 무섭다       |
| 515  | 9월 24일  | 당신, 제발 그때 그 일 좀 그만 들먹여!   |
| 516  | 10월 1일  | 자식은 남이고, 결혼한 자식은 원수다?    |
| 517  | 10월 8일  | 나니까 참고 사는거야!                   |
| 518  | 10월 15일 | 이혼을 해도 돌아올 생각은 하지마!       |
| 519  | 10월 22일 | 손주 좀 낳아주면 안 되겠니?             |
| 520  | 10월 29일 | 나도 살림에서 은퇴하고 싶다             |
| 521  | 11월 12일 | 나 이제 내 인생 좀 살면 안 될까?        |
| 522  | 11월 19일 | 당신, 빚 갚아야 하는데 안 아낄 거야?    |
| 523  | 11월 26일 | 나이 많은게 벼슬이야?                   |
| 524  | 12월 3일  | 어머니, 저도 집에서는 귀한 자식이에요   |
| 525  | 12월 10일 | 할부 갚다가 인생 끝나겠어!              |
| 526  | 12월 17일 | 살림하는게 쉬운줄 알아?                 |
| 527  | 12월 24일 | 나도 짝을 찾고 싶다                     |
| 528  | 12월 31일 | 당신, 내년에도 그렇게 살거야?           |

### 2023년
| 회차 | 방영일    | 토크(일명 '속풀이') 주제                  |
| ---- | --------- | ----------------------------------------- |
| 529  | 1월 7일   | 당신이 내 인생을 바꿨어!                  |
| 530  | 1월 14일  | 어머님, 요즘 며느리들은 다 이러고 살아요  |
| 531  | 1월 21일  | 어머니, 저희도 이번 설엔 여행 다녀올게요! |
| 532  | 1월 28일  | 이보게! 자네는 내가 만만한가?             |
| 533  | 2월 4일   | 나이 들어서 사랑하는 게 죄는 아니잖아!    |
| 534  | 2월 11일  | 당신이 아직 총각인 줄 알아?               |
| 535  | 2월 18일  | 난 엄마처럼은 안 살아!                    |
| 536  | 2월 25일  | 며늘아, 너를 딸처럼 생각했는데 이러기니?  |
| 537  | 3월 4일   | 당신, 이렇게 사는 거 다 내 덕인 줄 알아!  |
| 538  | 3월 11일  | 아들은 엄마의 미래다?                     |
| 539  | 3월 18일  | 어머니, 왜 동서만 예뻐하세요?             |
| 540  | 3월 25일  | 내가 당신한테 큰 거 바라는 거 아니잖아!   |
| 541  | 4월 1일   | 나이 많다고 다 꼰대인 줄 알아?            |
| 542  | 4월 8일   | 내가 언제까지 당신 눈치 보고 살아야 해?   |
| 543  | 4월 15일  | 남자는 울지 않는다                        |
| 544  | 4월 22일  | 어서 와~ 동치미는 처음이지?               |
| 545  | 4월 29일  | 여보, 나도 남이 해주는 밥이 맛있어!       |
| 546  | 5월 6일   | 며늘아, 시어머니 무서운 줄 알아야지?      |
| 547  | 5월 13일  | 당신이랑 얼마나 더 살아야 해?             |
| 548  | 5월 20일  | 그렇게 살 거면 나랑 왜 결혼했어?          |
| 549  | 5월 27일  | 살아보니 그 나물에 그 밥이더라!           |
| 550  | 6월 3일   | 남의 집 자식들은 결혼 잘만 하더라!        |
| 551  | 6월 10일  | 형제가 많으면 집안이 시끄럽다?            |
| 552  | 6월 17일  | 며느리 기강은 초장에 잡아야 하나요?       |
| 553  | 6월 24일  | 당신, 내 덕에 잘된 줄 알아!               |
| 554  | 7월 1일   | 당신, 집에서는 목소리 좀 줄여!            |
| 555  | 7월 8일   | 자식한테 다 퍼주면 나는 뭐 먹고 살지?     |
| 556  | 7월 15일  | 며늘아, 네가 내 비법을 알아?              |
| 557  | 7월 22일  | 나도 밖에서는 잘나가는데 왜 무시해!       |
| 558  | 7월 29일  | 당신, 어제 누구랑 술 마셨어!              |
| 559  | 8월 5일   | 당신 이러는 거 정말 숨 막혀!              |
| 560  | 8월 12일  | 은퇴하면 나 이제 뭐 먹고 살지?            |
| 561  | 8월 19일  | 더 나이 들기 전에 나도 연애 좀 하자!      |
| 562  | 8월 26일  | 사돈, 우리는 남남이에요!                  |
| 563  | 9월 2일   | 세상에 쿨한 이혼은 없다?                  |
| 564  | 9월 9일   | 딸 가진 부모가 죄는 아니잖아요!           |
| 565  | 9월 16일  | 피 한 방울 안 섞였는데 갑자기 가족이라고? |
| 566  | 9월 23일  | 나이 먹었으면 당신 몸은 당신이 챙겨!      |
| 567  | 9월 30일  | 며늘아, 네가 좀 굽히면 어디가 덧나니?     |
| 568  | 10월 7일  | 예전에 잘나갔으면 뭐 해?                  |
| 569  | 10월 14일 | 당신, 내가 누구랑 있는지 말하면 알아?     |
| 570  | 10월 21일 | 재혼이라고 기대한 내가 문제지!            |
| 571  | 10월 28일 | 하필이면 이런 며느리를 만나다니           |
| 572  | 11월 4일  | 여보, 우리 이제 할 만큼 했잖아!           |
| 573  | 11월 11일 | 시댁 여자들은 도대체 왜 저럴까?           |
| 574  | 11월 18일 | 부부인 줄 알았어요!                       |
| 575  | 11월 25일 | 여보, 나랑 계속 살아줄 거지?              |
| 576  | 12월 2일  | 당신은 왜 나보다 남이 먼저야?             |
| 577  | 12월 9일  | 당신이 싫은 게 아니라 숨 막혀서 그래!     |
| 578  | 12월 16일 | 내가 아직도 솔로라니!                     |
| 579  | 12월 23일 | 돈 버는 며느리 무서워서 살겠니?           |
| 580  | 12월 30일 | 우리 다시 타오를 수 있을까?               |

### 2024년
| 회차 | 방영일    | 토크(일명 '속풀이') 주제                       |
| ---- | --------- | ---------------------------------------------- |
| 581  | 1월 6일   | 당신, 올해는 달라질 수 있어?                   |
| 582  | 1월 13일  | 남편이고 자식이고 내 인생 살래!                |
| 583  | 1월 20일  | 여보, 돈 좀 모아놓은 거 있어?                  |
| 584  | 1월 27일  | 당신은 우리 엄마한테 뭘 해드렸는데?            |
| 585  | 2월 3일   | 아들아, 나 없으면 어떻게 살래?                 |
| 586  | 2월 10일  | 며늘아, 살림도 하나 안 배워왔니?               |
| 587  | 2월 17일  | 내가 벌어다 준 돈 다 어디 갔어?                |
| 588  | 2월 24일  | 당신, 언제까지 골골댈 거야?                    |
| 589  | 3월 2일   | 이제 와서 잘하면 무슨 소용이야?                |
| 590  | 3월 9일   | 당신, 나 말고 잘 보일 사람 있어?               |
| 591  | 3월 16일  | 헤어진 줄 알았어요                             |
| 592  | 3월 23일  | 너는 내 아들이랑 결혼해서 좋겠다               |
| 593  | 3월 30일  | 늙어서 밥 얻어먹으려면 살림 좀 배워!           |
| 594  | 4월 6일   | 어머님, 저희 먹고살기도 바빠요!                |
| 595  | 4월 13일  | 어머니, 애 낳으면 봐주실 거죠?                 |
| 596  | 4월 20일  | 이렇게 사고 치고 다니는 거 당신 어머니는 알아? |
| 597  | 4월 27일  | 당신, 왜 나는 찬밥 취급해?                     |
| 598  | 5월 4일   | 어머니, 그거 다 미신이에요!                    |
| 599  | 5월 11일  | 나 이제 밥 그만하고 편하게 살래!               |
| 600  | 5월 18일  | 내 인생에 태클을 걸지 마!                      |
| 601  | 5월 25일  | 어머니, 그게 왜 제 탓이에요?                   |
| 602  | 6월 1일   | 당신이랑 대화하면 답답해 죽겠어!               |
| 603  | 6월 8일   | 어머니, 애들 학원비 좀 보태주세요~             |
| 604  | 6월 15일  | 이런 집안이랑 결혼하지 마라!                   |
| 605  | 6월 22일  | 당신이랑 결혼한 게 내 인생의 한이야            |
| 606  | 6월 29일  | 인생 바닥 쳐도 다시 살아갈 수 있을까?          |
| 607  | 7월 6일   | 밥은 내 마지막 자존심이야!                     |
| 608  | 7월 13일  | 여보, 왜 우리만 더 챙겨 드려야 해?             |
| 609  | 7월 20일  | 죽을 뻔했지만 죽으란 법은 없다                 |
| 610  | 7월 27일  | 4주 후에 본다고 달라질까?                      |
| 611  | 8월 3일   | 며늘아, 어떻게 너희끼리만 놀러 다니니?         |
| 612  | 8월 10일  | 입만 산 남편과 살아보셨어요?                   |
| 613  | 8월 17일  | 나이 드니 혼자가 무섭다                        |
| 614  | 8월 24일  | 며늘아, 그거 못 보던 옷이네?                   |
| 615  | 8월 31일  | 당신은 내가 그 일을 잊은 줄 알아?              |
| 616  | 9월 7일   | 옆집 남편은 돈까지 잘 벌던데!                  |
| 617  | 9월 14일  | 동서, 올해 추석엔 꼭 올 거지?                  |
| 618  | 9월 21일  | 여보, 우리도 자연인 할까?                      |
| 619  | 9월 28일  | 지지리 궁상떠는 당신이랑 못 살겠어!            |
| 620  | 10월 5일  | 일본에서 온 여자, 한국에서 온 남자             |
| 621  | 10월 12일 | 당신, 말 좀 그만하면 안 돼?                    |
| 622  | 10월 19일 | 어머니! 왜 자꾸 저만 참으라고 하세요?          |
| 623  | 10월 26일 | 여보, 혼인신고 꼭 해야 돼?                     |
| 624  | 11월 2일  | 바람난 남자랑 살아보셨어요?                    |
| 625  | 11월 9일  | 당신은 죽을 때 돼서야 철들래?                  |
| 626  | 11월 16일 | 당신, 한 번만 더 사고 치면 끝이야!             |
| 627  | 11월 23일 | 가까이하기엔 너무 먼 당신                      |
| 628  | 11월 30일 | 남들은 다 우리가 잘 사는 줄 알아!              |
| 629  | 12월 14일 | 버는 사람 따로 있고, 쓰는 사람 따로 있다?      |
| 630  | 12월 21일 | 당신, 가족들 보기 부끄럽지도 않아?             |
| 631  | 12월 28일 | 요즘은 어머니처럼 시집살이 안 해요!            |

### 2025년
| 회차 | 방영일   | 토크(일명 '속풀이') 주제               |
| ---- | -------- | -------------------------------------- |
| 632  | 1월 4일  | 오래 살고 볼 일이다                    |
| 633  | 1월 11일 | 재혼하면 더 잘 산다던데                |
| 634  | 1월 18일 | 이 나이에 애를 낳았다니!               |
| 635  | 1월 25일 | 내가 당신을 믿는 게 아니었는데!        |
| 636  | 2월 1일  | 여보, 나는 어머니 못 모셔!             |
| 637  | 2월 8일  | 여보, 나 바람 좀 쐬고 올게!            |
| 638  | 2월 15일 | 나만 빼고 다 부자야!                   |
| 639  | 2월 22일 | 어머니, 아들 반품 좀 해주세요!         |
| 640  | 3월 1일  | 자식으로 태어나 부모로 살아간다        |
| 641  | 3월 8일  | 아내가 벌어야 내가 산다                |
| 642  | 3월 15일 | 바람피운 놈이 성낸다?                  |
| 643  | 3월 22일 | 말로만 아들 같은 사위, 딸 같은 며느리? |
| 644  | 3월 29일 | 나도 내 집에 살고 싶다                 |
| 645  | 4월 19일 | 절연했지만 가족입니다                  |
| 646  | 4월 26일 | 미안하다는 말이 그렇게 어렵니?         |
| 647  | 5월 3일  | 내 인생 폭싹 속았수다                  |
| 648  | 5월 10일 | 사랑하진 않지만 부부입니다             |
| 649  | 5월 17일 | 나는 시어머니인가, 며느리인가          |
| 650  | 5월 24일 | 남편이 밖으로 나도는 이유              |
| 651  | 5월 31일 | 우리 집 대장이 바뀌었다                |
| 652  | 6월 7일  | 배우자와 잘 헤어지는 법                |
| 653  | 6월 14일 | 선 넘은 부부들                         |
| 654  | 6월 21일 | 아들 잘 키워봤자 소용없다              |
| 655  | 6월 28일 | 나는 남편보다 더 가까운 남자가 있다    |
| 656  | 7월 5일  | 잘난 남편 살아보니 쓸모없더라          |
| 657  | 7월 12일 | 친구인가, 적인가!                      |
| 658  | 7월 19일 | 말년에 이게 웬 고생이야                |
| 659  | 7월 26일 | 당신하고는 말이 안 통해!               |
| 660  | 8월 2일  | 피서 말고 피신하고 싶다                |
| 661  | 8월 9일  | 나는 쓰레기와 결혼했다                 |
| 662  | 8월 16일 | 그놈의 입이 문제야                     |

## 과거 출연자
- 요리 연구가 이혜정
- 방송인 박경림
- 방송인 전효실
- 배우 오영실
- 가수 노사연
- 배우 엄앵란
- 가수 박규리
- 개그우먼 안선영
- 개그우먼 정주리
- 정신건강의학과 전문의 양재진
- 한의사 이경제
- 배우 김용림
- 개그맨 이혁재
- 개그우먼 김영희
- 개그우먼 김미화
- 개그우먼 이성미
- 쇼핑호스트 권미란
- 탁구감독 현정화
- 배우 선우은숙
- 개그맨 겸 방송인 박준형
- 변호사 신은숙
- 교수 윤태익 등

## 같이 보기
관련 항목
- 토크 쇼

방송 프로그램
- 써클하우스, 관계자 외 출입금지 (SBS TV)
- 썰전 (JTBC)
- 판도라 (MBN)
- 강적들 (TV조선)
- 외부자들 (채널A)
- 오늘 아침 1라디오, 세상의 모든 정보 (평일), 시사본부 (주말), 라디오 전국일주 (KBS 1라디오)
- 밤을 잊은 그대에게 (KBS 2라디오)
- 스포왕 고영배 (MBC FM4U)
- 임형주의 너에게 주는 노래 (cpbc FM)
- 건강한 아침 김초롱입니다 (MBC 표준FM)

## 시청률
시청률 조사회사인 TNmS와 닐슨코리아에 따르면 연간 평균 시청률이 3%대 기록하였다. (단, 170회 방송분의 최고 시청률 7.134% 경신)